# Tomba del marquès Yi de Zeng

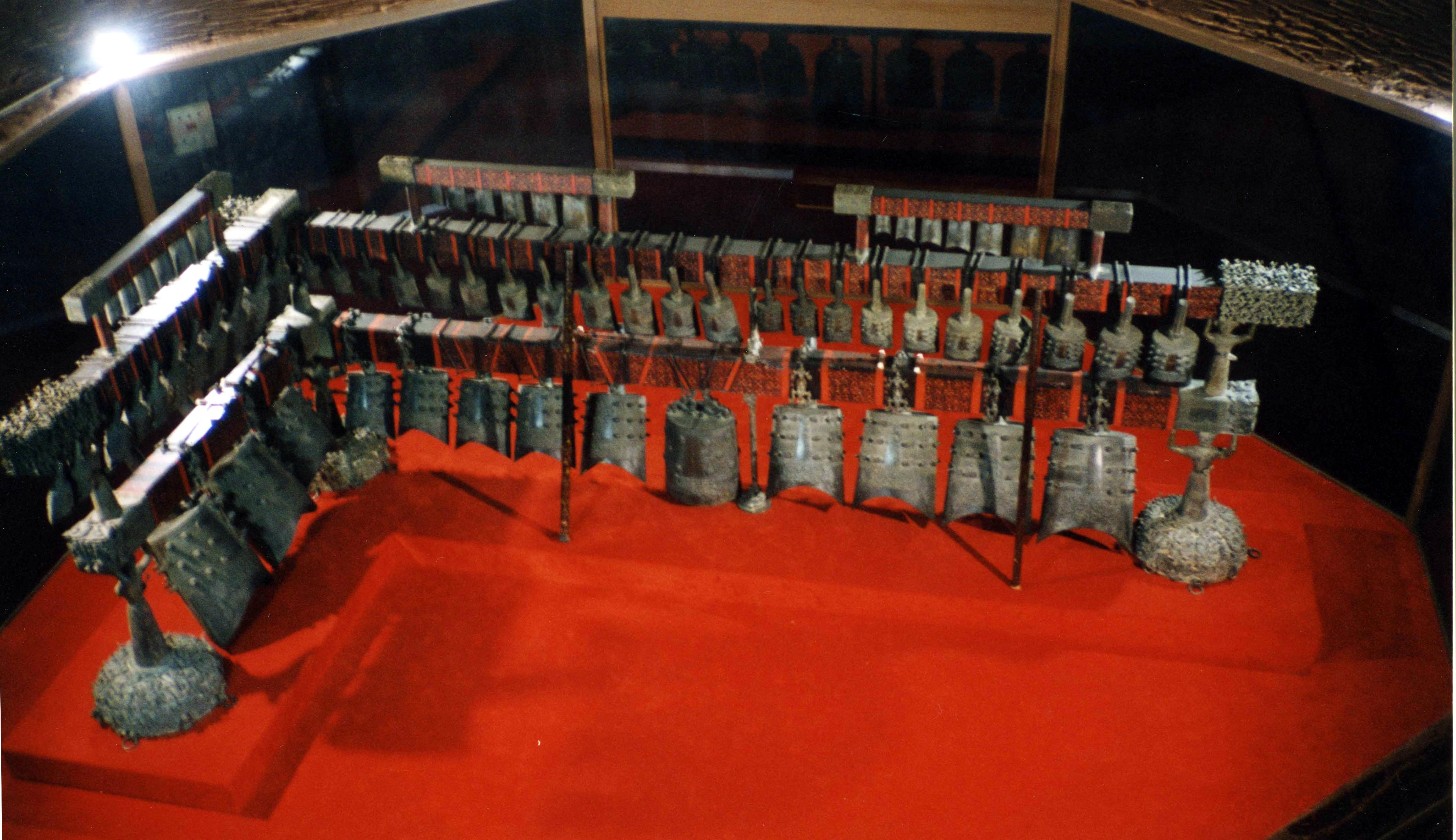
Vista superior de Bianzhong del marquès Yi of Zeng.

La tomba del marquès Yi de Zeng (en xinès: 曾侯乙; en pinyin: Zeng Hou yǐ) és un important jaciment arqueològic a Suizhou, Hubei, República Popular de la Xina. Dadata de poc després del 433 aC. La tomba contenia les restes del marquès Yi de Zeng (de vegades "Duc Yi"), i és una de les antigues tombes reials xineses que s'han descobert intactes i després s'han excavat utilitzant mètodes de l'arqueologia moderna. Zeng era un subordinat del seu poderós veí, Chǔ. La tomba va ser feta prop del 433 aC, ja sigui al final del període de les Primaveres i Tardors o l'inici del període dels Regnes Combatents. La tomba procedeix del final de l'època de l'enterrament de grans conjunts de bronzes rituals xinesos en tombes d'elit, i també és inusual en què conté un gran nombre d'instruments musicals, incloent el gran conjunt de campanes per la qual cosa és més coneguda.

## Descobriment i disseny

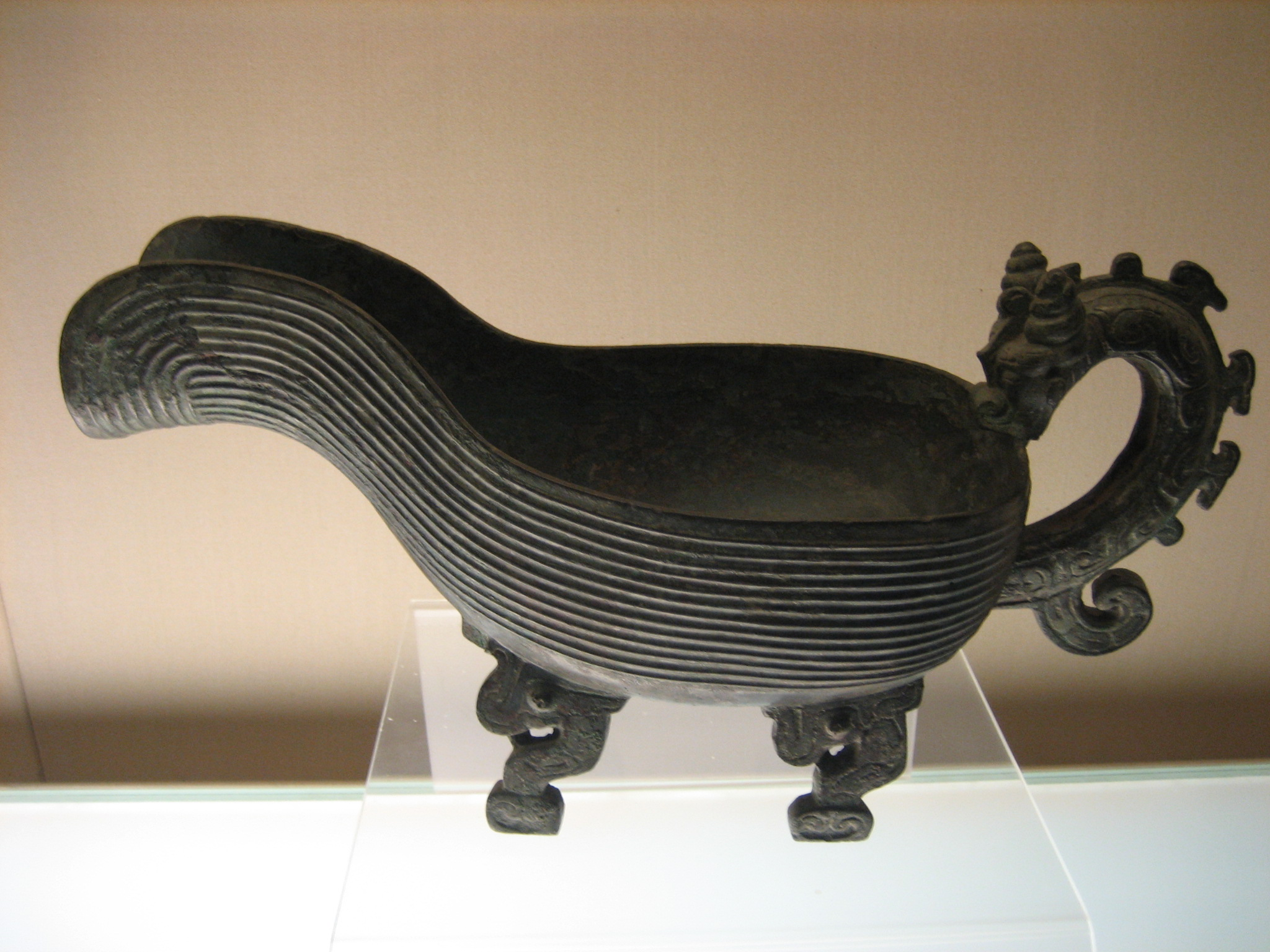
Una forma relativament senzilla de Yi (gerro), probablement per rentar-se les mans durant ofrenes rituals.

L'Exèrcit Popular d'Alliberament va descobrir accidentalment la tomba el 1977, mentre que es realitzava la destrucció d'un pujol per construir una fàbrica a Leigudun. La tomba va ser construïda amb grans bigues de fusta i té una superfície de 220 metres quadrats. La data «Jiayin 3r dia» (甲寅三日) escrita en un diagrama astronòmic lacat de la tomba, es creu que és la data de la mort del marquès o una data important a la seva vida, i s'ha extrapolat a la tarda del tercer dia del tercer mes lunar del 433 abans de Crist.
La tomba es divideix en quatre cambres separades, s'assembla a la disposició d'un palau de dia. La cambra nord és la més petita i contenia artefactes militars. La cambra est, contenia la tomba del marquès Yi, que va ser enterrat en un taüt de fusta lacada col·locat dins d'un altre taüt també lacat més gran. En aquesta cambra havien d'altres vuit taüts que contenien les restes de vuit dones. La cambra oest, posseïa tretze taüts que contenien les restesd'altres tretze dones. La cambra central és la més gran, i contenia un gran conjunt d'instruments musicals rituals, incloent un conjunt de 64 bianzhong (campanes de bronze).
Una tomba menys bé conservada i més petita va ser descoberta el 1981 a uns 100 metres de distància, que conté les restes d'una dona amb relació al marquès Yi. Aquesta tomba contenia un conjunt menys extravagant de 36 campanes de bronze i d'altres instruments musicals.

## Contingut

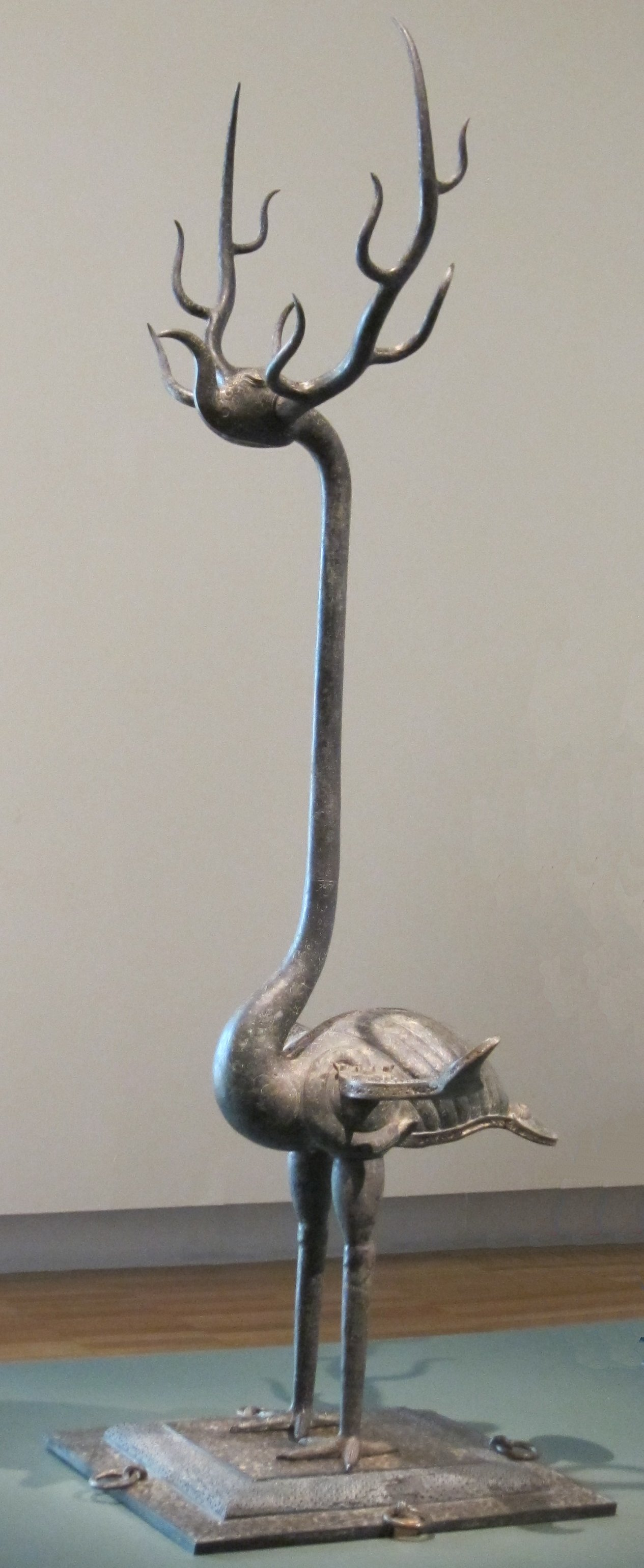
Estàtua de bronze d'una «animal amb cornamenta»" de la tomba.

### Instruments musicals
La descoberta més famosa a la tomba, és el gran conjunt de 64 Bianzhong campanes, muntades en un marc elaborat, el que requereix un repartiment en cinc parts i que van ser tocades amb maces de fusta per produir música. Les campanes són de dos tons, produint dos tons diferents en ésser copejades al centre o al costat; aquesta propietat s'aconsegueix perquè les campanes tenen una secció transversal en forma d'ametlla. Les campanes cobreixen un rang de cinc octaves. La col·lecció també conté una campana no coincident, un monument al marquès Yi, del Rei Hui de Chu, amb un enregistrament del viatge precipitat del Rei Hui des de l'oest per fer construir la campana i assistir als funerals del marquès durant l'any 56º del regnat d'Hui; la inscripció de la campana mostra les dates de l'esdeveniment al 433 abans de Crist. Les campanes van ser inscrites amb notacions musicals que detallaven la relació entre les normes de pas de Zheng, Chu i Zhou.
Altres instruments musicals en el conjunt inclouen campanes tubulars. Diversos instruments de corda també van ser descobertes a les tombes, incloent Se, Guqin i Zhu. La tomba contenia també flautes de pa (paixiao), altres flautes i l'especial Sheng, cadascun compost d'un cos d'una única peça mitjançant un procediment que «compta amb el temps»: una carbassa es col·loca dintre d'un motlle que conté la forma desitjada de l'instrument. Una vegada que la carbassa madura, pren la forma del motlle que s'ajustava a les propietats musicals desitjades de l'instrument.

### Bronzes rituals
La tomba de Fu Hao de la dinastia Shang i aquesta tomba del marquès, representa'n un dels més grans conjunts d'atuells de bronze rituals que han de documentar-se correctament a l'indret. La major part de la gran quantitat de bronzes rituals existents són peces individuals, o parelles, sense context arqueològic documentat, però cada vegada és evident que la majoria de les peces procedeixen originàriament de grans grups dipositats en tombes d'elit.
La tomba tenia un total de 88 atuells i complements com a culleres i pales, amb molts conjunts coincidents d'un determinat tipus de recipient. La decoració dels vasos és molt elaborada, amb molts elements que sobresurten. El recipient més gran és un objecte per a vi en dues peces, 33 cm d'alt i quasi el mateix d'amplada. Hi ha dos conjunts diferents de la caldera tipus ding, per regla general un component clau dels conjunts finals dels recipients: nou ding oberts, cinc fent joc amb les seves tapes, i set individuals ding, dos molt grans. Hi ha un joc de nou més petits del tipus de calder. Altres recipients inclouen un conjunt de vuit «gui» (atuell) amb tapa per l'ofrena del gra, quatre del tipus fǔ (簠) (atuells de sacrifici quadrats), deu atuells amb potes, i d'altres diverses parelles o en peces individuals.

### Altres continguts
A més a més dels artefactes estètics, la tomba contenia un tresor d'armament, incloent puntes de fletxa, puntes de llança i els radios de les rodes del carro xinès emprat per a atacs. Aquesta tomba és important a la història de l'antic vidre xinès, ja que conté 173 perles que es van fer en un estil occidental de l'Àsia, similars a les trobades a Gilan, l'Iran.
Els primers exemples d'escrits de tinta xinesa en bambú van ser descoberts en aquesta tomba, que mostra els estils cal·ligràfics de l'estat Chu o Zeng. Es van documentar les persones que van assistir als funerals del marquès, com ara els oficials i reialesa dels estats de Chu i Zeng i també incloïen detalls del seu transport, com el nombre de cavalls que portaven els carros. Aquestes fulles de bambú proporcionen informació important sobre el desenvolupament de la cal·ligrafia xinesa.